# 18170 Ramjeawan
18170 Ramjeawan è un asteroide della fascia principale. Scoperto nel 2000, presenta un'orbita caratterizzata da un semiasse maggiore pari a 2,6719203 UA e da un'eccentricità di 0,1931222, inclinata di 4,54469° rispetto all'eclittica.